# Éterville
Éterville é uma comuna francesa na região administrativa da Normandia, no departamento Calvados. Estende-se por uma área de 4,88 km². Em 2010 a comuna tinha 1 641 habitantes (densidade: 336,3 hab./km²).